# Pelecanus occidentalis occidentalis

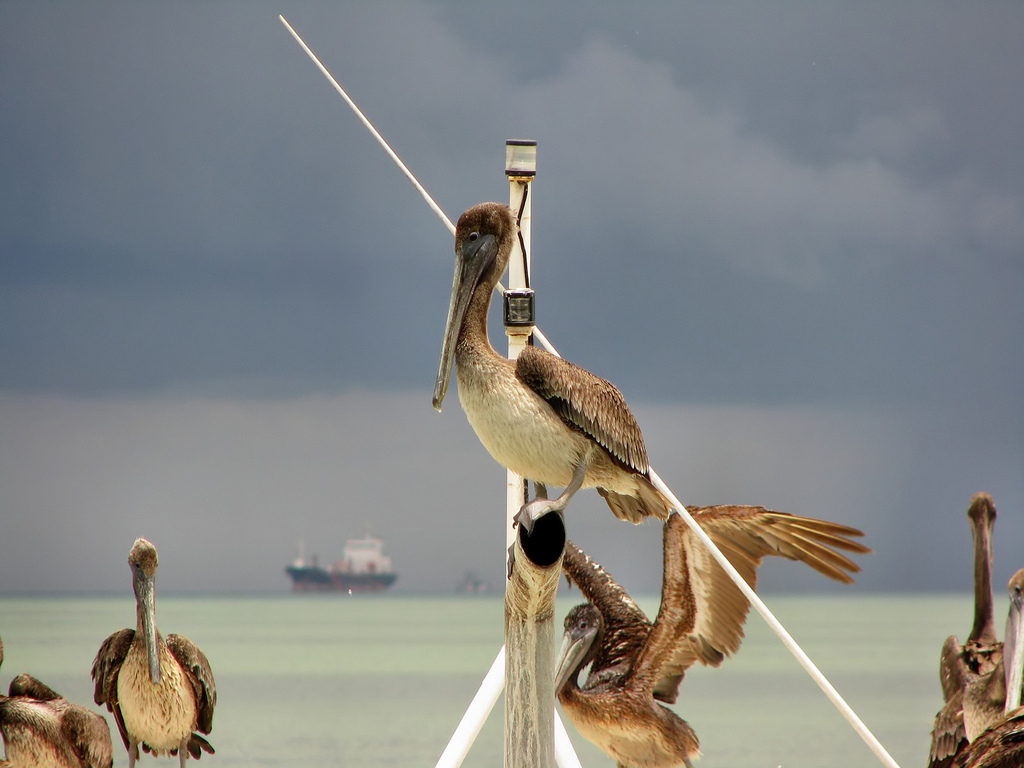
Pelícanos pardos del Caribe en la isla Trinidad.

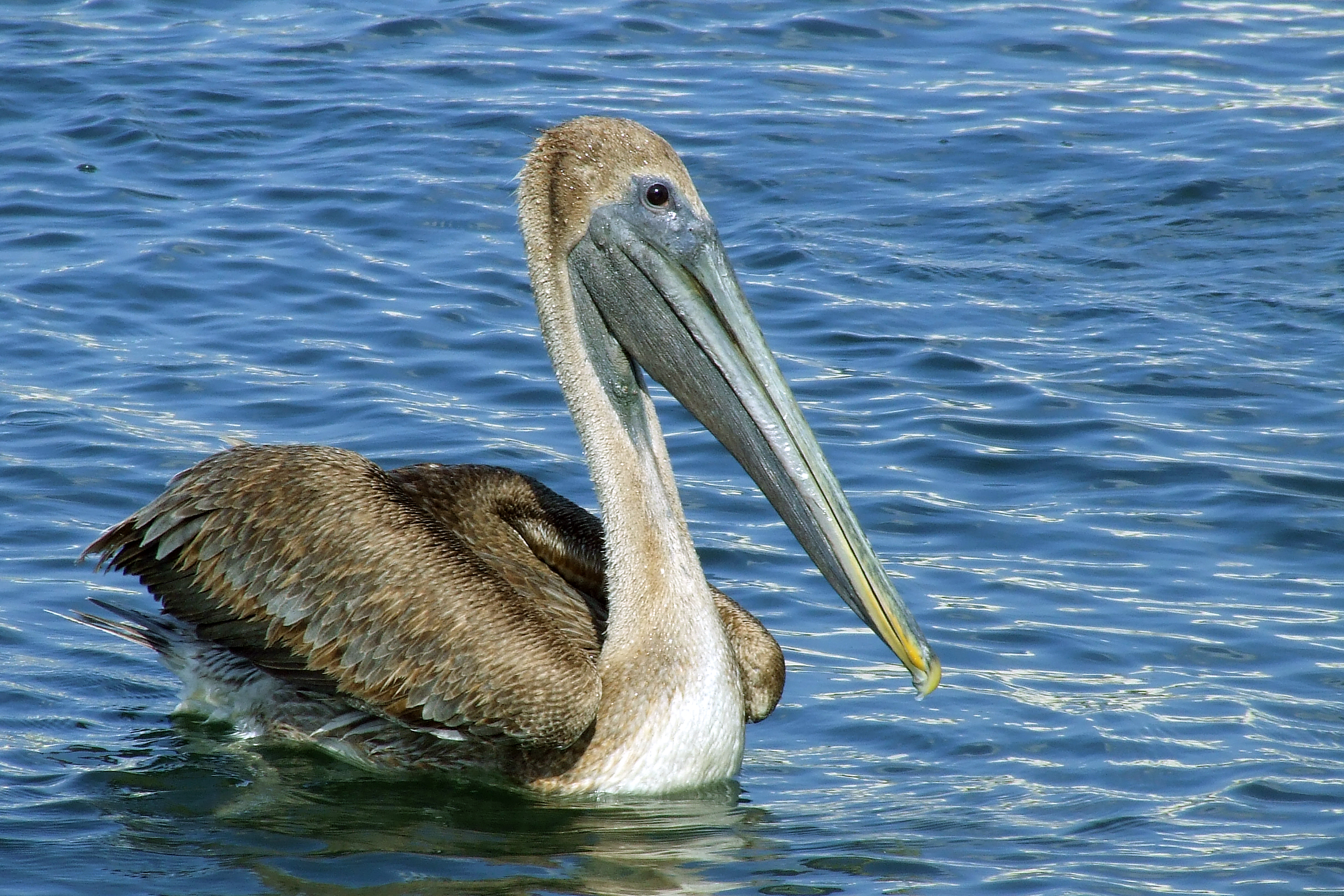
Pelícano pardo del Caribe aún con plumaje juvenil, en la boca del río Almendares, en los municipios de Playa y Plaza de la Revolución, La Habana, República de Cuba.

Pelecanus occidentalis occidentalis, llamado comúnmente: pelícano pardo del Caribe, es la subespecie típica del pelícano pardo (Pelecanus occidentalis), un ave perteneciente a la familia de los pelícanos (Pelecanidae) que habita, con varias subespecies, en las costas de América desde el sur de los Estados Unidos hasta Brasil. Esta subespecie es la que se encuentra en el mar Caribe. El ejemplar tipo proviene de Jamaica.

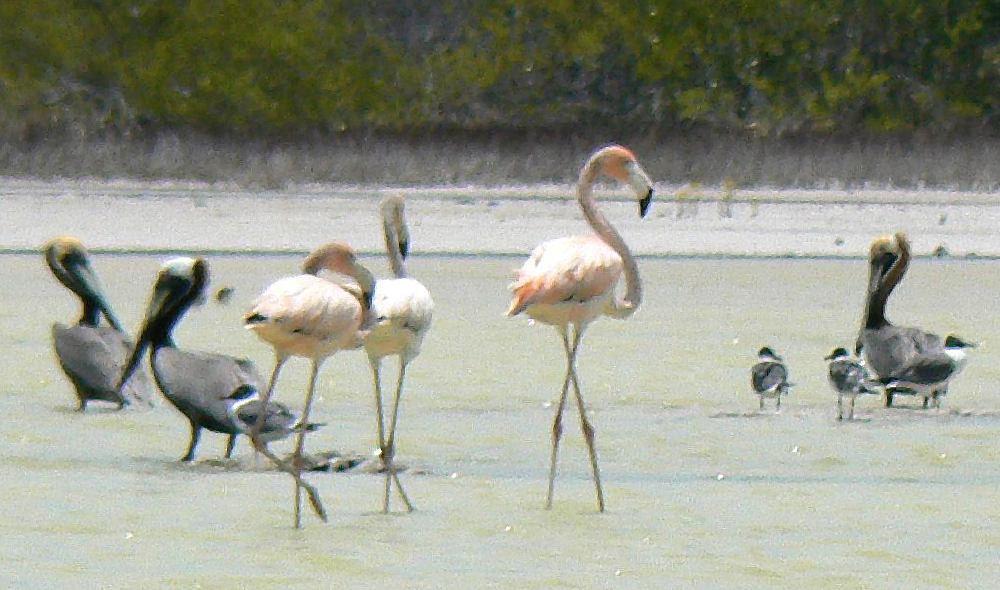
Pelícanos pardos del Caribe en el Lago de Oviedo, Provincia de Pedernales, República Dominicana.

## Características
Es un ave oscura y pesada. Los sexos son similares en el color del plumaje; ambos cuentan con un largo de entre 114 a 137 cm. La característica más llamativa es que tiene suspendida de la mitad inferior de su pico una enorme bolsa de piel desnuda, de un volumen de unos 11 litros, dos o tres veces mayor que su propio estómago. A esta bolsa la emplea para pescar, dejando que el agua drene por los bordes antes de tragar los peces. Estos no los lleva en la bolsa, lo hace en la garganta o en el esófago. También la bolsa desplegada le permite enfriar su sangre bajo un intenso calor.
Durante la época reproductiva, la cabeza es blanca con un lavado de color amarillo pálido en la corona y una cresta nucal castaña; el largo pico gris ostenta un tinte rosáceo; el cuello dorsal, todo el resto del dorso, la rabadilla, y la cola están veteados de gris y pardo oscuro; el pecho y el vientre son de color marrón negruzco; los ojos son de color amarillo pálido y la piel a su alrededor es rojiza; las patas y pies son de color negro, con membrana interdigital, la cual une los cuatro dedos. Fuera de la época de reproducción toda la cabeza y el cuello es blanco; y el pico gris. 
Los inmaduros tienen el cuello pardo y las partes inferiores blancas.

## Distribución
Esta subespecie nidifica en las islas del mar Caribe, por el sur hasta el sur de Venezuela. Fuera de la temporada reproductiva migra en pequeños grupos hacia el sur, llegando en Brasil regularmente a la boca del río Amazonas, remontándolo a veces hasta los ríos Tapajós y Branco. Ocasionalmente llega a las costas de la ciudad de Río de Janeiro, siendo más al sur sólo una especie vagante, con un registro extremo en la margen derecha del Río de la Plata.
Evolutivamente, el río Amazonas ha resultado una barrera ecológica para que la subespecie no habite las costas brasileñas, las que cuentan con hábitats ideales para sus requerimientos.
Al norte de su área de nidificación, en las costas del océano Atlántico de Norteamérica, habita una subespecie similar: el pelícano pardo de Carolina (Pelecanus occidentalis carolinensis).

## Alimentación
Este pelícano se alimenta sobre todo de pescado, que captura en las aguas marinas cercanas a la costa, pues rara vez se lo ve extraviado lejos de ellas. Para capturar los peces utiliza su enorme bolsa a modo de red, dejando que el agua drene por los bordes antes de tragar la pesca así obtenida. También emplea otra técnica: se zambulle desde alturas de hasta 10 m. No se sumergen. Acude a los botes pesqueros en busca de desperdicios y desechos, además de emplearlos como sitios de descanso.
A pesar de que un adulto requiere por lo menos 1,7 kg de pescado al día, se ha demostrado que no compiten con los pesca comercial o deportiva, ya que no comen especies de peces de la misma calidad de los que se alimentan los humanos.

## Reproducción

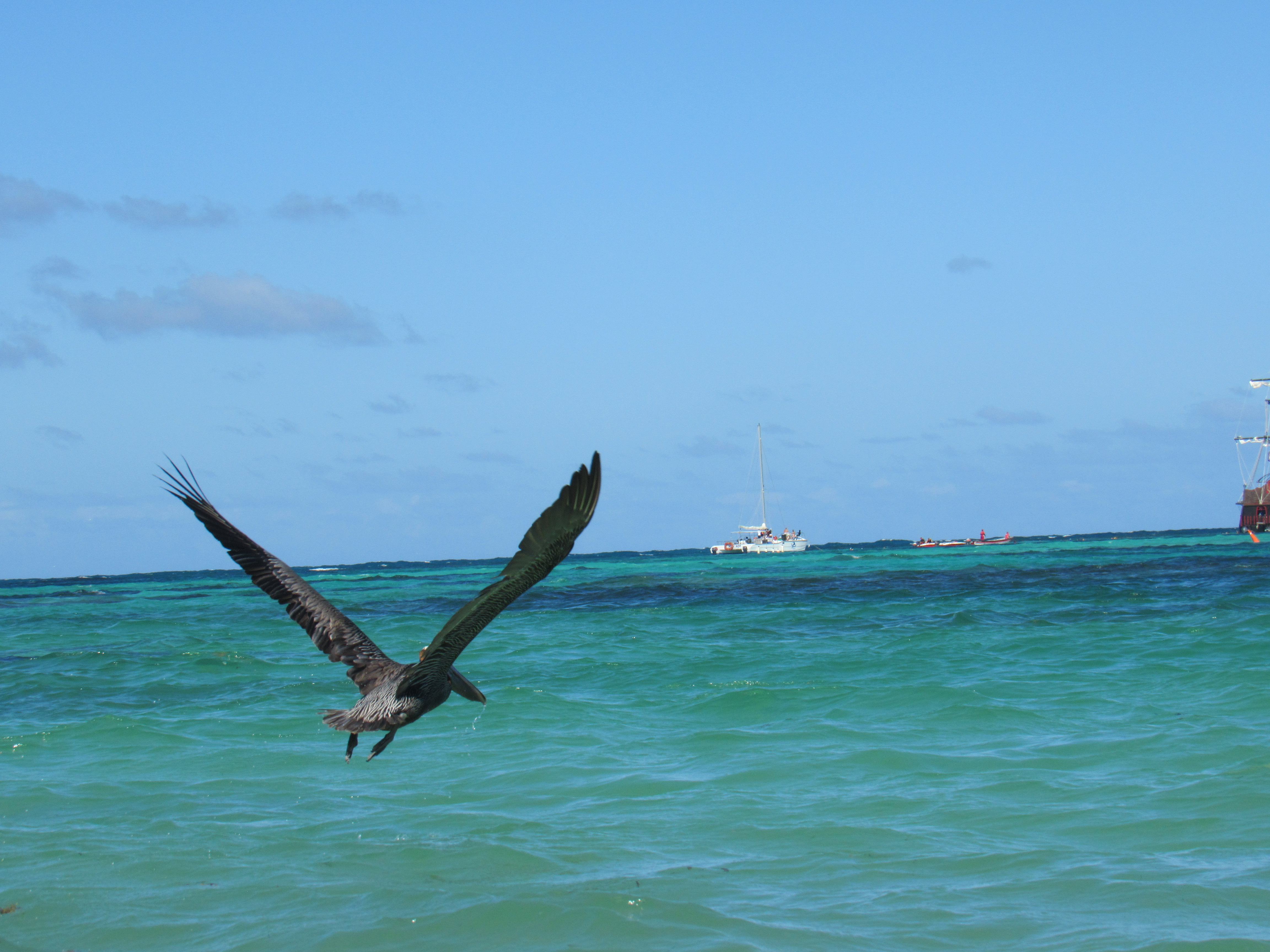
Pelícano pardo del Caribe alzando vuelo tras un intento de pesca fallido en Playa Bávaro, Punta Cana, República Dominicana.

Nidifica en colonias. En Venezuela se han registrado colonias en el golfo de Cariaco, en La Tortuga, y en varias islas del archipiélago de Los Roques. Emplazan los nidos sobre árboles, arbustos, o en el suelo. Los situados en los árboles están hechos de juncos, pastos, paja, y ramas. Los nidos ubicados en el suelo están forrados con plumas y poseen un borde de tierra construida por encima del nivel suelo. Los machos seleccionan los sitios de anidación y realizan un despliegue visual para atraer a una hembra. Una vez que la pareja se forma, la comunicación entre ellos es mínima. El mayor porcentaje de nidos ocurre durante marzo y abril. La hembra ovipone 2 o 3 huevos de un color blanco tiza, de un peso de 63,5 gramos en promedio. La incubación se prolonga entre 28 a 30 días. A los nidos en el suelo, las crías los abandonan 35 días después de la eclosión; a los nidos posicionados en las copas de los árboles, las crías los abandonan de 63 a 88 días después de la eclosión, para emprender su primer vuelo. La edad de madurez sexual o reproductiva, en machos es de 730 días, y en hembras, es de 365 días. 
El peso de los adultos es de 3116 gramos en promedio.
Estudios sugieren que en promedio sólo el 30% de los pichones sobreviven al primer año de vida, y menos del 2% viven más de 10 años. La longevidad máxima es de 43 años.

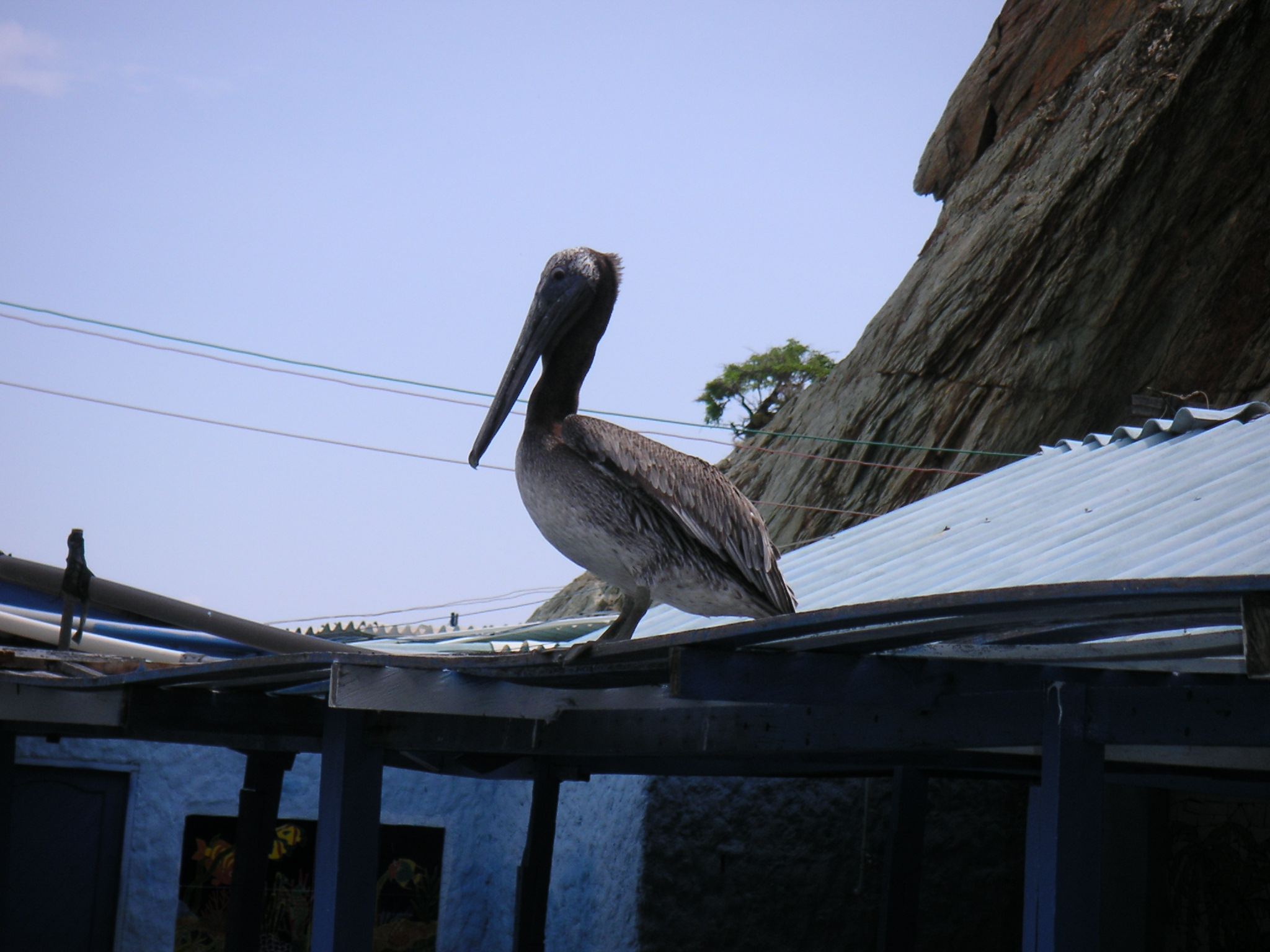
Pelícano pardo del Caribe en Santa Marta (Colombia).